# エロゲー掲示板
エロゲー掲示板（エロゲーけいじばん）は、匿名掲示板2ちゃんねるの外郭掲示板であるPINKちゃんねるに属する掲示板の一つ。
主にアダルトゲームに関する(Leaf,key掲示板の取り扱う範囲を除く)攻略、感想などの情報交換・各種シチュエーション・ハードウェア・メーカーと言った話題を扱う。ただし、個別の作品に関する話題はエロゲー作品別板で扱う。

## 歴史
- 1999年12月19日 - 『痕』騒動により、ゲーム板が分割されて誕生。
- 2000年1月4日 - kitanetサーバーに移転
- 2000年12月19日 - www.bbspink.comサーバーに移転
- 2001年6月18日 - www2.bbspink.comサーバーに移転
- 2003年3月12日 - vip.bbspink.comサーバーに移転
- 2004年3月29日 - peach.bbspink.comサーバーに移転
- 2004年4月16日 - idol.bbspink.comサーバーに移転
- 2007年9月15日 - qiufen.bbspink.comサーバーに移転
- 2011年2月23日 - kilauea.bbspink.comサーバーに移転
- 2015年2月8日 - aoi.bbspink.comサーバーに移転

## 利用者
- アダルトゲームをキーワードとする各種の話題を主目的とするため、成人年齢以上の男性がほぼ多数を占める。独身男性が多いが既婚の者も居る。

## 名物・長寿スレッド
- 月別スレ - 「xxxx年xx月発売ソフトの購入検討＆感想スレ」（ｘｘは年月） 各月ごとに発売されるソフトに関する情報を交換するスレッド。ただし、エロゲーの発売タイトル数やエロゲー板の書き込み数の減少などを理由に、月別スレも1スレを完全に使わずに終了する月が多くなってきたことから、月別スレは新規で立てない事が決まり、2021年7月現在、月別スレは立てられていない。
- 自治スレ - エロゲー板は２ちゃんねるやPINKちゃんねるの板の中でも自治活動が特に活発な事で知られている。

## ローカルルール
- PINKちゃんねるのルールに従うこと。
- ネタ・キャラクターに関する話題はエロゲネタ&業界板、作品個別の話題はエロゲー作品別板、Leaf・Keyの作品に関連した話題はLeaf,key掲示板で行うこと。
- 違法行為は厳禁。